# Tranvías en España
La red de tranvías de España agrupa un total de 12 redes de tranvía en diferentes ciudades.
| Red                               | Ciudad                 | Longitud | Líneas       | Inauguración             |
| --------------------------------- | ---------------------- | -------- | ------------ | ------------------------ |
| Tren tranvía de la Bahía de Cádiz | Cádiz                  | 24,1 km  |              | 26 de octubre de 2022    |
| Metro de Granada                  | Granada                | 15,9 km  |              | 21 de septiembre de 2017 |
| Metro Ligero de Madrid            | Madrid                 | 36,0 km  |              | 24 de mayo de 2007       |
| Metrocentro                       | Sevilla                | 3,5 km   | L1           | 28 de octubre de 2007    |
| Metrovalencia                     | Valencia               | 28,3 km  |              | 21 de mayo de 1994       |
| TRAM Metropolitano de Alicante    | Alicante               | 110,7 km |              | 1 de enero de 1999       |
| Tram de Barcelona                 | Barcelona              | 46,2 km  |              | 8 de mayo de 2004        |
| Tranvía de Bilbao                 | Bilbao                 | 8 km     |              | 18 de diciembre de 2002  |
| Tranvía de Murcia                 | Murcia                 | 18,0 km  | L1           | 28 de mayo de 2011       |
| Tranvía de Tenerife               | Santa Cruz de Tenerife | 15,1 km  |              | 2 de junio de 2007       |
| Tranvía de Vitoria                | Vitoria                | 12,09 km | [[Archivo:]] | 23 de diciembre de 2008  |
| Tranvía de Zaragoza               | Zaragoza               | 12,8 km  |              | 19 de abril de 2011      |

| Valencia Alicante Bilbao Barcelona Madrid Sevilla Santa Cruz de Tenerife Vitoria Murcia Zaragoza Granada Cádiz |

| Red                            | Ciudad                 | Longitud | Líneas      | Inauguración prevista |
| ------------------------------ | ---------------------- | -------- | ----------- | --------------------- |
| Metrovalencia                  | Valencia               | 9,5 km   | 12          | 2025-2026             |
| TRAM Metropolitano de Alicante | Alicante               | ?        |             | ?                     |
| Tranvía de Palma de Mallorca   | Palma de Mallorca      | 15,2 km  | T1 T1B      | 2025                  |
| TramCamp                       | Tarragona              | 72 km    | T1 T2 T3 T4 | ?                     |
| Tranvía de Baracaldo           | Baracaldo              | 9,0 km   | TR          | ?                     |
| Tranvía de Elche               | Elche                  | 13,5 km  | L1          | 2026-2027             |
| Tranvía de Jaén                | Jaén                   | 4,7 km   | L1          | 2025                  |
| Tranvía UPV-Lejona-Urbinaga    | Lejona                 | 5,6 km   | TR          | ?                     |
| Tranvía de León                | León                   | ?        | L1 L2       | ?                     |
| Tranvía de Murcia              | Murcia                 | ?        | L2 L3 L4    | ?                     |
| Tranvía de Tenerife            | Santa Cruz de Tenerife | ?        | L3          | ?                     |
| Tranvía de Toledo              | Toledo                 | 8,9 km   | L1          | ?                     |
| Tranvía de Zaragoza            | Zaragoza               | ?        | L2 L3       | ?                     |

| Jaén Toledo León Tarragona Baracaldo Lejona Valencia Alicante Santa Cruz de Tenerife Murcia Zaragoza Elche |

## Historia

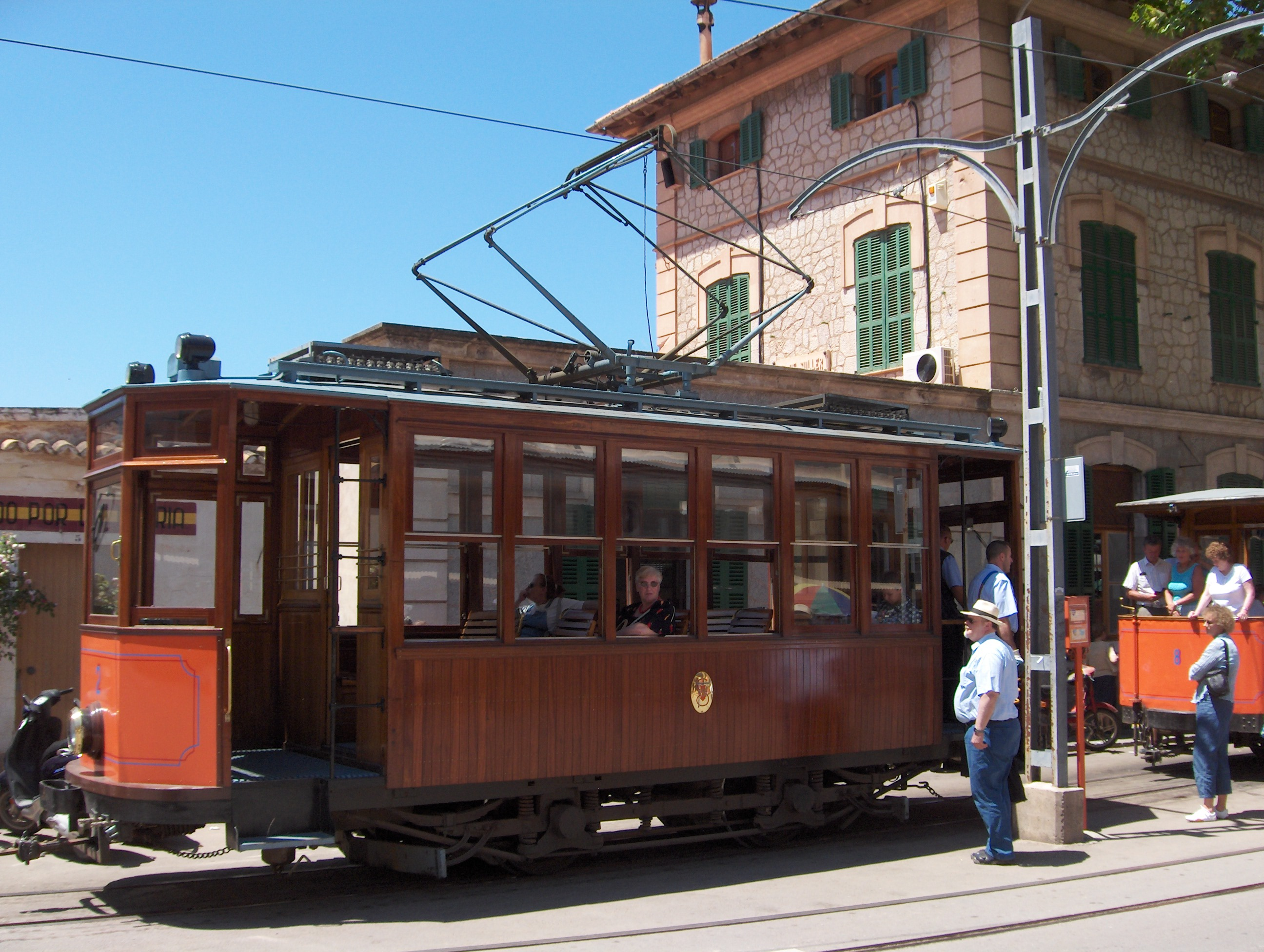
Coche motor del tranvía de Sóller

La historia de los tranvías en España empieza con la construcción de líneas con coches de tracción animal en el siglo XIX en La Habana (Cuba, entonces española) en 1859. A esta le siguieron Madrid (1871), Barcelona y Bilbao (1872), Santander (1875), Mayagüez en Puerto Rico (1875), Valencia (1876), Valladolid (1881), Cartagena (1882), Málaga (1884), Zaragoza (1885), San Sebastián (1886), Sevilla (1887), Gijón (1890), Palma de Mallorca (1891), Badajoz (1891), Avilés (1893), Alicante (1893), Linares (Jaén) (1899) , Santa Cruz de Tenerife (1901), Granada (1904) y Comarca de la Loma de Úbeda, en la provincia de Jaén (1907).

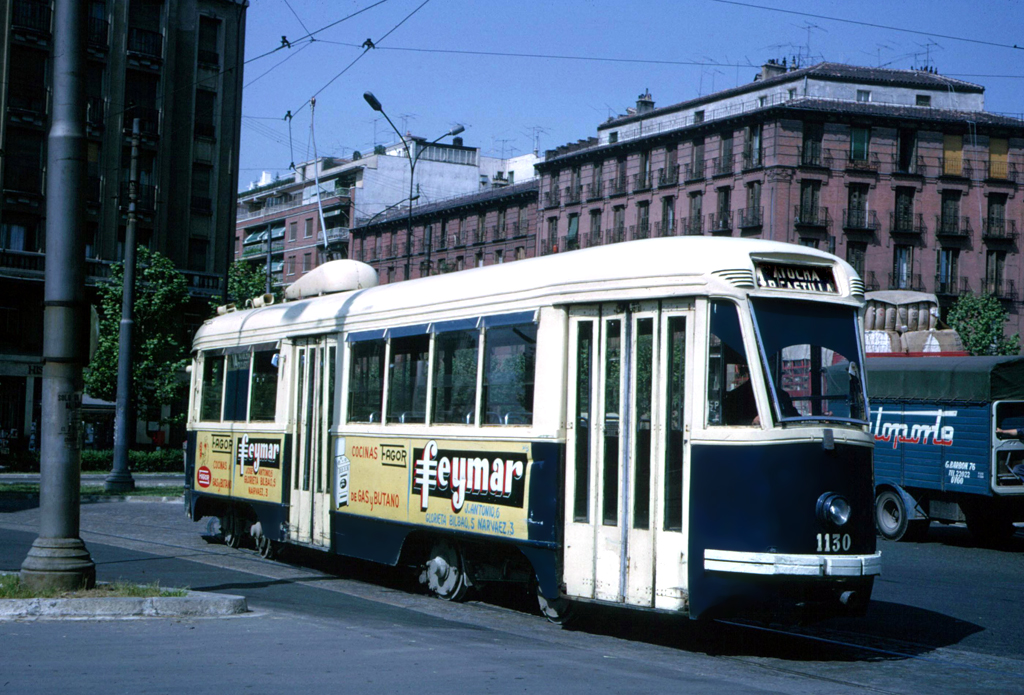
Tranvía FIAT de la serie 1000, último modelo que funcionó en Madrid hasta 1972

En Barcelona se introduce la tracción por vapor en 1877 (a San Andrés), y en 1879 la línea de tranvía Madrid-Leganés empieza a funcionar con tracción de vapor. En Valencia el vapor comienza en 1892.
La primera ciudad en introducir el servicio de tranvía eléctrico fue Bilbao, con la línea Bilbao-Santurce, electrificada en 1896 y gestionada por una antecesora de la actual Transportes Colectivos. En Cartagena la primera línea electrificada comenzó a funcionar en diciembre de 1898, explotada por una compañía belga. En 1899, en Madrid y en Barcelona, empiezan a funcionar las primeras líneas electrificadas. En Valencia se electrifica la primera línea en 1900. En Santa Cruz de Tenerife se inaugura la línea de tranvía eléctrico el 7 de abril de 1901. En Zaragoza se electrifica en 1902 la línea de Torrero y en Palma de Mallorca se electrificaron en el año 1916.
A partir de entonces, en muchas ciudades españolas los tranvías fueron comunes durante gran parte del siglo XX, pero se fueron desmantelando en los años 60 y 70, aduciendo razones de entorpecimiento del tráfico por las calles de las grandes urbes o por la posibilidad de accidentes. Así, desaparecieron los tranvías de Badajoz (1929), Valladolid (1933), Santander (1953), Bilbao y Gijón (1964), Alicante (1969), Valencia (1970), Barcelona (1971), y Madrid (1972).  El último en desaparecer fue el de Zaragoza el 23 de enero de 1976, si se exceptúan los recorridos turísticos de los del Tibidabo (Barcelona) y Sóller. Treinta años después, volvieron a ser tomados en consideración e introducidos en algunas ciudades a fines del siglo XX.

## Actualidad

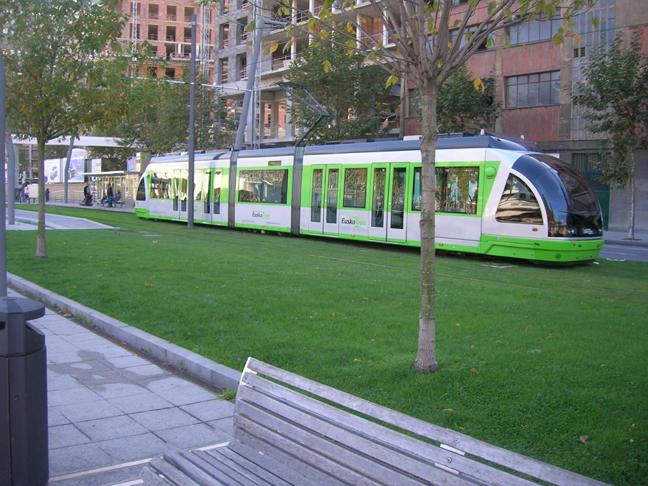
Tranvía de Bilbao, en Abandoibarra

Valencia fue la primera ciudad española en reintroducir el tranvía en 1994, actualmente comprendido dentro de la red Metrovalencia, con un éxito que lo ha llevado a ampliar las líneas en tres ocasiones. A ella, le siguieron Alicante (1999 - TRAM Metropolitano de Alicante), Bilbao (2002 - Tranvía de Bilbao), Barcelona (2004 - Trambaix y Trambesòs), Parla (2006 - Tranvía de Parla), Vélez-Málaga (2006 - Tranvía de Vélez-Málaga), Madrid (2007 - Metro Ligero de Madrid), Sevilla (2007 - Metrocentro de Sevilla), Santa Cruz de Tenerife (2007 - Tranvía de Tenerife), Vitoria (2008 - Tranvía de Vitoria), Murcia (2011 - Tranvía de Murcia), Zaragoza (2011 - Tranvía de Zaragoza), Granada (2017 - Metropolitano de Granada) y Cádiz (2022 - Tren tranvía de Cádiz).
En Jaén, el Tranvía de Jaén está construido desde el año 2011, se inauguró en 2013 y estuvo en servicio los primeros 15 días, debido a una serie de acontecimientos cesó temporalmente el servicio, sin embargo, su puesta en servicio resurgió en el año 2023, se estimaba para el 2024 aunque sigue pendiente. En León, se cerró el segmento urbano de la línea de cercanías para convertirla en parte del sistema de tranvía en 2011. Aunque el proyecto general no siguió adelante, las vías ya existentes de cercanías se terminaron de tranviarizar en 2018, pero debido a retrasos administrativos y falta de trenes-tram que puedan circular por el centro urbano, el tranvía se encuentra hoy paralizado.
En la ciudad de La Coruña, desde 1997 y tras posteriores ampliaciones y reformas de la vía, se utiliza el tranvía histórico, que dejó de funcionar en 2011. En Barcelona hay un tranvía turístico denominado Tranvía Azul. Además, en la isla de Mallorca sigue funcionando un tranvía histórico que une el pueblo de Sóller con su puerto marítimo.

## Proyectos

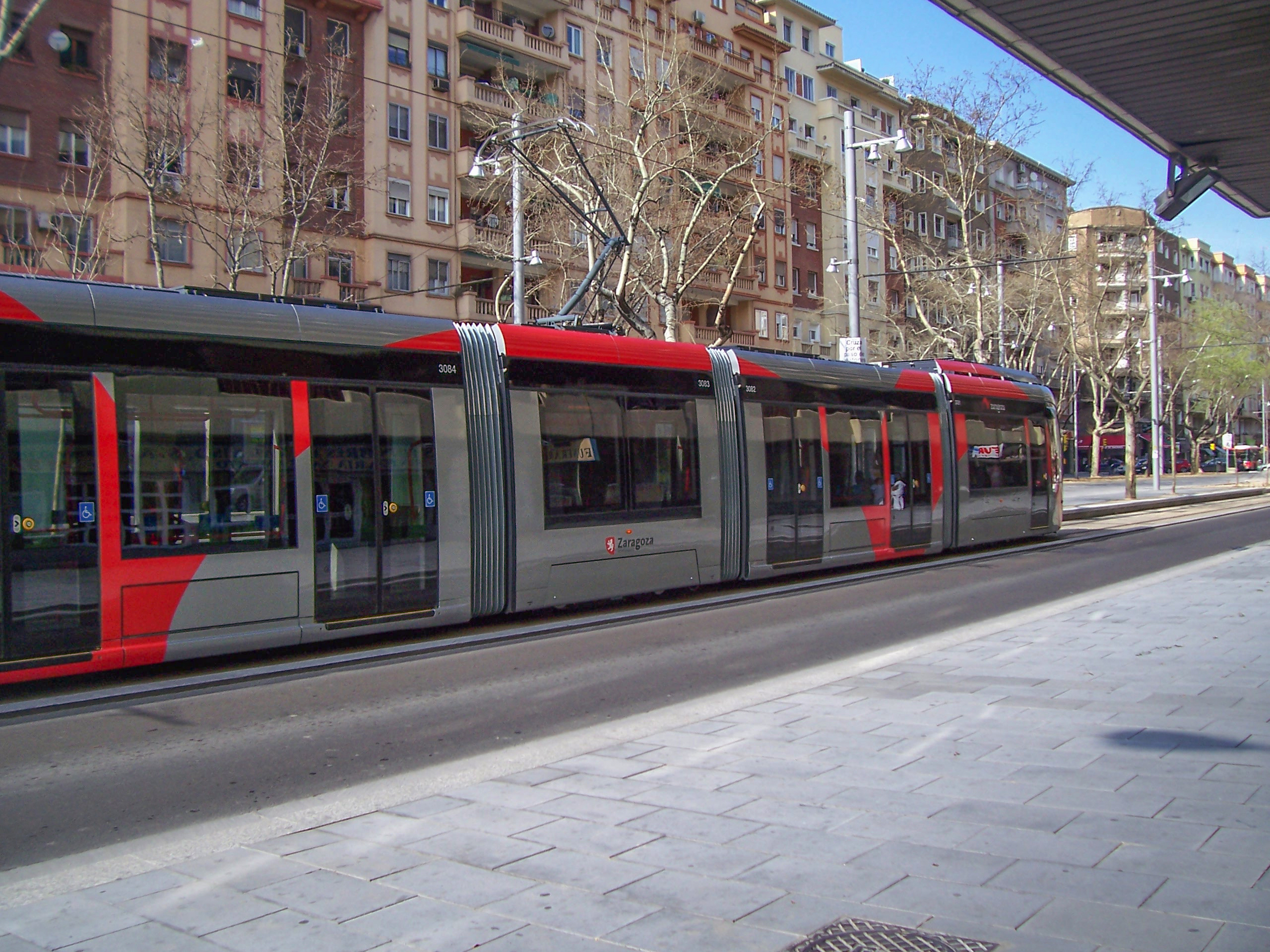
Foto de un tranvía Urbos 3 en Zaragoza.

En España están proyectadas 23 redes de tranvía que se sumarán a las once que funcionan en todo el país. 
Algunos de esos proyectos ya han sido descartados o están paralizados y son los de Jerez de la Frontera, Córdoba, Cartagena, Elche, Toledo, León, Burgos, Pamplona, Lejona-Sestao y Baracaldo.
Por otro lado, Madrid está ampliando en la periferia su red de metro ligero, en cuanto al Tranvía de Palma, se anunció a finales de 2022 que empezaría su construcción el año 2023 de una línea de 10 km para conectar la Plaza de España con el Aeropuerto.